# Бабаєво (Мішкинський район)
Баба́єво (рос. Бабаево, башк. Бабай) — село у складі Мішкинського району Башкортостану, Росія. Входить до складу Камеєвської сільської ради.
Населення — 190 осіб (2010; 283 у 2002).
Національний склад:
- татари — 94 %